# 피어스 브로스넌
피어스 브로스넌(영어: Pierce Brosnan, 1953년 5월 16일 ~ )은 아일랜드에서 태어난 배우, 영화 프로듀서이자 환경 운동가이다. 아일랜드 국적으로 미국 시민권을 갖고 있다.

## 생애
브로스넌은 만16세가 되던 해 학교를 떠난 후, 3년 동안 드라마 센터 런던(Drama Centre London)에서 연기 훈련을 받았다. 그는 1974년 영화 배우 커샌드라 해리스(본명: 샌드라 웨이츠)를 만나 1980년 결혼했다. 커샌드라의 전 남편 더모트 해리스는 배우 리처드 해리스의 친척으로 그녀는 이미 두 번의 결혼을 통해 두 아이를 데리고 있었고 브로스넌은 초혼이었다. 그들은 1983년 아들 션을 출산했고, 그녀의 두 아이는 브러스넌의 성씨를 따랐다.
브로스넌은 결혼 후 1982년 텔레비전 시리즈 《레밍턴 스틸》의 주인공을 맡아 인기를 얻었다. 1985년부터 제임스 본드 역으로 거론이 됐지만 《레밍턴 스틸》의 인기로 연장 방송이 결정되면서 1995년에야 비로소 《007 골든아이》로 5대 제임스 본드에 발탁되었다. 브로스넌은 《007 골든아이》, 《007 네버다이》, 《007 언리미티드》, 《007 어나더데이》 총 네 편의 영화에서 제임스 본드 역할을 맡았고 이들 영화는 전 세계 합산 3억 달러의 수입을 올리며 성공을 거두었다. 또한 비디오 게임 《James Bond 007: Everything or Nothing》에서는 브로스넌의 모습과 목소리를 사용하기도 했다.
1991년 아내 커샌드라가 난소암으로 사망한 뒤 브로스넌은 아내가 전 남편과의 사이에서 낳은 두 아이를 포함해 세 명의 자녀들을 길렀다. 1993년 브로스넌은 《미세스 다웃파이어》에서 '스튜' 역할을 맡았고, 1996년 로스앤젤레스에서 세인트 클레어와 함께 프로덕션 회사 아이리시 드림(Irish Dream)을 세웠다. 1997년에는 린다 해밀턴과 함께 영화 《단테스 피크》에서 화산학자 '해리 달턴'을 연기했다.
2001년 브로스넌은 TV기자 킬리 셰이 스미스와 아일랜드에서 두 번째 결혼식을 올렸으며, 1997년 아들 딜런과 2001년 아들 패리스를 출산했고, 2004년 미국 시민권을 취득했다.
본드 역에서 물러난 브로스넌은 《마타도어》와 《세러핌 폴스》등의 영화에서 다시 유명세를 탔으며, 뮤지컬 영화 《맘마 미아!》에서 '샘 카마이클' 역할을 맡아 호평을 받기도 했다.
2001년 UNICEF 아일랜드의 대사로 임명되었다. 또한 비핵화 운동에 앞장서고 동성결혼에 대한 지지 목소리를 내는 등 다양한 사회 운동을 병행하고 있다.

## 주요 출연 작품
- 007 시리즈 (5대 제임스 본드)
- 《토머스 크라운 어페어》
- 《맘마 미아!》
- 《화성 침공》
- 《단테스 피크》
- 《유령 작가》 - 아담 랭 역
- 《노벰버 맨》
- 《에블린》
- 《더 포리너》 - 리암 헤네시 역
- 《맘마미아!2》
- 《파이널 스코어》 - 디미트리 역
- 《스피닝 맨》
- 《리버댄스 - 애니메이션 어드벤처》
- 《블랙 아담》 - 페이트 박사 / 켄트 넬슨 역
- 《범죄의 장인》 - 빌리 맥더머트 역

## 서훈
- 2003년 대영 제국 훈장 명예 4등급(honorary OBE, 외국인대상 정원외)